# Горшков, Михаил Михайлович
Михаил Михайлович Горшков (20 сентября [3 октября] 1913, Тверская губерния — 31 марта 1994) — советский хозяйственный, государственный и политический деятель.

## Биография
Родился в 1913 году в деревне Чуриково. Член ВКП(б) с 1940 года.
С 1932 года — на хозяйственной, общественной и политической работе. В 1932—1974 гг. — дежурный по кабельному цеху ТЭЦ, руководитель группы технормирования управления электростанций, в Управлении коменданта Московского Кремля, в органах госбезопасности, заместитель начальника УМГБ по Калининской области, начальник Управления охраны МГБ по Сталинградской железной дороге, начальник оперсектора МГБ по Франкфуртскому округу, заместитель начальника УМВД по Краснодарскому краю, начальник УКГБ по Краснодарскому краю, начальник УКГБ по Горьковской области.
Делегат XXII съезда КПСС.
Умер в Нижнем Новгороде в 1994 году. Похоронен на Красном кладбище.